# My Vingren
My Vingren, née en 1985, est une journaliste d'investigation, chercheuse et dramaturge suédoise.

## Biographie
My Vingren a étudié le théâtre et l'écriture de fiction à l'école secondaire populaire de Jakobsberg et à l'université de Södertörn.

### Écriture théâtrale
My Vingren a fait ses débuts en tant que dramaturge avec la pièce Närstrid, joué à Stockholm en décembre 2011.

### Journalisme d'investigation
En décembre 2013, dans le cadre du groupe de recherche, My Vingren, en collaboration avec le journal suédois Expressen, a révélé l'identité d'un certain nombre de personnes, dont plusieurs personnalités politiques des Démocrates de Suède,qui  avaient publié des commentaires anonymes sur les sites web Avpixlat, Fria Tider et Exponerat.
En 2016, avec Alexander Gagliano , elle publie une enquête selon laquelle la police avait enregistré et cartographié des migrants roms de l'UE sans aucun soupçon de crime. Le Conseil suédois pour la sécurité et la protection de l'intégrité a conclu en mars 2016 après investigation que la gestion du registre par la police n'était pas illégale.
En 2018, My Vingren a enquêté sur l'organisation néonazie Mouvement de résistance nordique (Nordiska motståndsrörelsen) pour la radio suédoise P1 et réalisé deux documentaires . Elle a également mené une enquête sur le travail des services de sécurité suédois avec Daniel Öhman, au cours de laquelle ils ont été témoins de trois nazis bien connus posant plusieurs bombes en 2017 dont une devant un centre d’hébergement de demandeurs d’asile à Göteborg. L'enquête a ensuite été récompensée par le prix Europa 2018.

## Prix et récompenses
2018 - Prix Europa dans la catégorie Meilleure enquête radiophonique européenne de l'année pour l'enquête: Les attentats à la bombe, les services de sécurité et les nazis  avec Daniel Öhman
Nommée lors Grand prix du journalisme 2014 dans la catégorie Révélation de l'année. Pour « Les Démocrates de Suède et la haine en ligne ».

## Documentaire
Elle est la principale protagoniste du documentaire "Hacking Hate" réalisé par Simon Klose qui a reçu le prix du meilleur documentaire au Festival du film de Tribeca  en 2024,.